# エンブロイダリー
エンブロイダリー（欧字名:Embroidery、2022年2月1日 - ）は、日本の競走馬。主な勝ち鞍に2025年の桜花賞、クイーンカップ。
馬名の意味は、刺繡。母名より連想。3代母ビワハイジから児童文学アルプスの少女ハイジに因んだ馬名が連なっており、本馬の名も作中におけるロッテンマイヤーの趣味が刺繍であることに由来する。

## 経歴

### 2歳（2024年）
6月2日、東京競馬場5Rの2歳新馬戦でデビュー。直線で内を鋭く伸びるも、ミリオンローズに半馬身差及ばず2着に惜敗した。次走は7月27日開催の新潟競馬場・2歳未勝利戦に出走。好スタートを決めてハナに立つと、マイペースでラップを刻みつつ直線へ向かうと最後は2着馬に7馬身差をつける圧勝で初勝利を飾った。この時の勝ちタイムは1分45秒5で、新潟芝1800mの従来レコードを0秒9更新した。9月29日のサフラン賞は3戦連続で1番人気に支持されたが、スタートでの出遅れが響いて5着に敗れる。11月16日の東京6R・2歳1勝クラスでキャリア2勝目をマーク。

### 3歳（2025年）
3歳シーズンは重賞初挑戦となる2月15日のクイーンカップより始動。道中は2番手につけ、直線で軽々と抜け出して重賞初優勝を飾った。タイムは1分32秒2のレースレコードで、父アドマイヤマーズの産駒としても重賞初制覇となった。
そして、4月13日に阪神競馬場で行われた桜花賞では、道中は中団を追走し直線で馬群の間を抜け出し、見事にクイーンカップからの重賞連勝で、G1初制覇を果たした。なお、この馬の父であるアドマイヤマーズはこの3歳世代が初年度産駒となるため、2020年のエピファネイアを父に持つデアリングタクト以来となる新種牡馬での桜花賞制覇をアドマイヤマーズにプレゼントするとともに、同産駒は、このレースでG1初制覇となった。また森一誠厩舎は開業2年目にしてG1初挑戦初制覇をクラシックタイトルで飾り、鞍上ジョアン・モレイラは史上7人目となる本競走連覇を達成した。
桜花賞の後はノーザンファーム天栄に放牧に出され、4月25日に、馬主であるシルク・ホースクラブがホームページで、5月25日に東京競馬場で行われる優駿牝馬に向けて調整していくことが明らかにされた。
5月8日、ノーザンファーム天栄から美浦トレーニングセンターに帰厩し、東京競馬場で行われる優駿牝馬に出走予定し、この鞍上にはクリストフ・ルメールを迎えることが、シルク・ホースクラブのホームページで明らかにされた。5月25日、予定通り優駿牝馬に出走。1番人気に推されるが、レースは終始ひっかかって折り合いがつかなかったことと、良馬場に変更されたものの前日の雨でぬかるんだ芝が原因で9着と惨敗した。

## 競走成績
以下の内容は、netkeiba.comおよびJBISサーチに基づく。
| 競走日     | 競馬場 | 競走名       | 格   | 距離（馬場）  | 頭 数 | 枠 番 | 馬 番 | オッズ （人気） | 着順 | タイム （上り3F） | 着差 | 騎手        | 斤量 [kg] | 1着馬（2着馬）         | 馬体重 [kg] |
| ---------- | ------ | ------------ | ---- | ------------- | ----- | ----- | ----- | --------------- | ---- | ----------------- | ---- | ----------- | --------- | ---------------------- | ----------- |
| 2024.06.02 | 東京   | 2歳新馬      |      | 芝1600m（稍） | 12    | 4     | 4     | 002.50（1人）   | 02着 | R1:36.5（33.2）   | -0.1 | 0J.モレイラ | 55        | ミリオンローズ         | 480         |
| 0000.07.27 | 新潟   | 2歳未勝利    |      | 芝1800m（良） | 6     | 3     | 3     | 001.10（1人）   | 01着 | R1:45.5（34.3）   | -1.2 | 0C.ルメール | 55        | （アグネスサンキ）     | 480         |
| 0000.09.29 | 中山   | サフラン賞   | 1勝  | 芝1600m（良） | 9     | 6     | 6     | 001.20（1人）   | 05着 | R1:35.3（34.1）   | -0.1 | 0C.ルメール | 55        | クリノメイ             | 480         |
| 0000.11.16 | 東京   | 2歳1勝クラス |      | 芝1400m（良） | 10    | 7     | 8     | 001.70（1人）   | 01着 | R1:22.7（33.1）   | -0.2 | 0C.ルメール | 55        | （ボンヌソワレ）       | 474         |
| 2025.02.15 | 東京   | クイーンC    | GIII | 芝1600m（良） | 14    | 5     | 7     | 004.90（3人）   | 01着 | R1:32.2（34.9）   | -0.4 | 0C.ルメール | 55        | （マピュース）         | 482         |
| 0000.04.13 | 阪神   | 桜花賞       | GI   | 芝1600m（稍） | 18    | 4     | 7     | 005.00（3人）   | 01着 | R1:33.1（34.0）   | -0.0 | 0J.モレイラ | 55        | （アルマヴェローチェ） | 482         |
| 0000.05.25 | 東京   | 優駿牝馬     | GI   | 芝2400m（良） | 18    | 5     | 9     | 003.30（1人）   | 09着 | R2:26.7（35.2）   | -1.0 | 0C.ルメール | 55        | カムニャック           | 482         |

- タイム欄のRはレコード勝ちを示す
- 競走成績は2025年5月25日現在

## 血統表
| エンブロイダリーの血統        | エンブロイダリーの血統          | エンブロイダリーの血統    | （血統表の出典）          | （血統表の出典）   |
| 父系                          | サンデーサイレンス系            | サンデーサイレンス系      | サンデーサイレンス系      | [ § 2 ]            |
| 父 アドマイヤマーズ 栗毛 2016 | 父の父ダイワメジャー 栗毛 2001  | *サンデーサイレンス       | Halo                      | Halo               |
| 父 アドマイヤマーズ 栗毛 2016 | 父の父ダイワメジャー 栗毛 2001  | *サンデーサイレンス       | Wishing Well              |                    |
| 父 アドマイヤマーズ 栗毛 2016 | 父の父ダイワメジャー 栗毛 2001  | スカーレットブーケ        | *ノーザンテースト         | *ノーザンテースト  |
| 父 アドマイヤマーズ 栗毛 2016 | 父の父ダイワメジャー 栗毛 2001  | スカーレットブーケ        | *スカーレットインク       |                    |
| 父 アドマイヤマーズ 栗毛 2016 | 父の母*ヴィアメディチ 栗毛 2007 | Medicean                  | Machiavellian             | Machiavellian      |
| 父 アドマイヤマーズ 栗毛 2016 | 父の母*ヴィアメディチ 栗毛 2007 | Medicean                  | Mystic Goddess            |                    |
| 父 アドマイヤマーズ 栗毛 2016 | 父の母*ヴィアメディチ 栗毛 2007 | Via Milano                | Singspiel                 | Singspiel          |
| 父 アドマイヤマーズ 栗毛 2016 | 父の母*ヴィアメディチ 栗毛 2007 | Via Milano                | Salvinaxia                |                    |
| 母 ロッテンマイヤー 鹿毛 2013 | 母の父*クロフネ 芦毛 1998       | *フレンチデピュティ       | Deputy Minister           | Deputy Minister    |
| 母 ロッテンマイヤー 鹿毛 2013 | 母の父*クロフネ 芦毛 1998       | *フレンチデピュティ       | Mitterand                 |                    |
| 母 ロッテンマイヤー 鹿毛 2013 | 母の父*クロフネ 芦毛 1998       | *ブルーアヴェニュー       | Classic Go Go             | Classic Go Go      |
| 母 ロッテンマイヤー 鹿毛 2013 | 母の父*クロフネ 芦毛 1998       | *ブルーアヴェニュー       | Eliza Blue                |                    |
| 母 ロッテンマイヤー 鹿毛 2013 | 母の母アーデルハイト 鹿毛 2007  | アグネスタキオン          | サンデーサイレンス        | サンデーサイレンス |
| 母 ロッテンマイヤー 鹿毛 2013 | 母の母アーデルハイト 鹿毛 2007  | アグネスタキオン          | アグネスフローラ          |                    |
| 母 ロッテンマイヤー 鹿毛 2013 | 母の母アーデルハイト 鹿毛 2007  | ビワハイジ                | Caerleon                  | Caerleon           |
| 母 ロッテンマイヤー 鹿毛 2013 | 母の母アーデルハイト 鹿毛 2007  | ビワハイジ                | *アグサン                 |                    |
| 母系(F-No.)                   | アグサン(IRE)系(FN:16-c)        | アグサン(IRE)系(FN:16-c)  | アグサン(IRE)系(FN:16-c)  | [ § 3 ]            |
| 5代内の近親交配               | サンデーサイレンス：S3×M4       | サンデーサイレンス：S3×M4 | サンデーサイレンス：S3×M4 | [ § 4 ]            |
| 出典                          | 1. 2. 3. 4.                     | 1. 2. 3. 4.               | 1. 2. 3. 4.               | 1. 2. 3. 4.        |

- 母ロッテンマイヤーは2016年忘れな草賞（OP）勝ち馬で、同年のクイーンカップ3着の実績がある。
- 3代母ビワハイジは1995年阪神3歳牝馬ステークス優勝馬。
- 祖母アーデルハイトの半兄にアドマイヤジャパン、半姉にブエナビスタ、全兄にアドマイヤオーラ、半弟にトーセンレーヴ、半妹にジョワドヴィーヴル、サングレアル
- 母ロッテンマイヤーのいとこにメルキオル。
- そのほかの近親はシュヴァルツゴルト#シュヴァルツゴルトのファミリーライン（Sライン）を参照。